# Protonemura helenae
Protonemura helenae är en bäcksländeart som beskrevs av Nicolai 1985. Protonemura helenae ingår i släktet Protonemura och familjen kryssbäcksländor. Inga underarter finns listade i Catalogue of Life.